# Lhari (köpinghuvudort i Kina, Tibet Autonomous Region, lat 30,74, long 93,34)
Lhari (kinesiska: Jiali, 嘉黎, Larenguo, 拉仁郭, 嘉黎镇) är en köpinghuvudort i Kina. Den ligger i den autonoma regionen Tibet, i den sydvästra delen av landet, omkring 240 kilometer nordost om regionhuvudstaden Lhasa. Antalet invånare är 3 455. Befolkningen består av 1 741 kvinnor och 1 714 män. Barn under 15 år utgör 36 %, vuxna 15-64 år 58 %, och äldre över 65 år 4,0 %.
Runt Lhari är det mycket glesbefolkat, med 2 invånare per kvadratkilometer. Närmaste större samhälle är Arza, 14,2 km sydväst om Lhari. Trakten runt Lhari består i huvudsak av gräsmarker.
Genomsnittlig årsnederbörd är 1 096 millimeter. Den regnigaste månaden är juni, med i genomsnitt 234 mm nederbörd, och den torraste är december, med 7 mm nederbörd.